# Saint-Pierre (Jersey)
Pour les articles homonymes, voir Saint-Pierre.
Saint-Pierre (Saint Pièrre en jersiais) est l’une des douze paroisses de Jersey dans les îles de la Manche. Saint-Pierre se situe au nord-ouest de l'île. Située dans la partie centrale occidentale de l'île, c’est la seule paroisse avec deux littoraux séparés, s'étendant de la Baie de Saint-Ouen à l’ouest à la Baie de Saint-Aubin au sud et, de ce fait, coupant Saint-Brélade des autres paroisses jersiaises. Couvrant 6 469 vergées (11,6 km2), Saint-Pierre est la quatrième plus grande paroisse par la superficie.
L’aéroport de Jersey occupe une grande proportion de Saint-Pierre.
Le surnom traditionnel pour les Saint-Pierrais est les ventres à baînis (ventres à bernique), peut-être parce que leur paroisse est collée aux deux côtes comme une bernique.

## Vingtaines
Saint-Pierre est divisé administrativement en cinq vingtaines comme suit :
- La Vingtaine du Douet, de Saint-Pierre (La Vîngtaine du Dou en jersiais) ;
- La Vingtaine de Saint-Nicolas (La Vîngtaine d'St. Nicolas en jersiais) ;
- La Grande Vingtaine, de Saint-Pierre (La Grand' Vîngtaine en jersiais) ;
- La Vingtaine des Augerez (La Vîngtaine des Aug'rez en jersiais) ;
- La Vingtaine du Coin Varin (La Vîngtaine du Coin Vathîn en jersiais).

Saint-Pierre forme un district électoral et élit un député.

## Démographie
| 4231                     | 4228 | 4293 |
| Statistiques depuis 1991 |      |      |

## Galerie

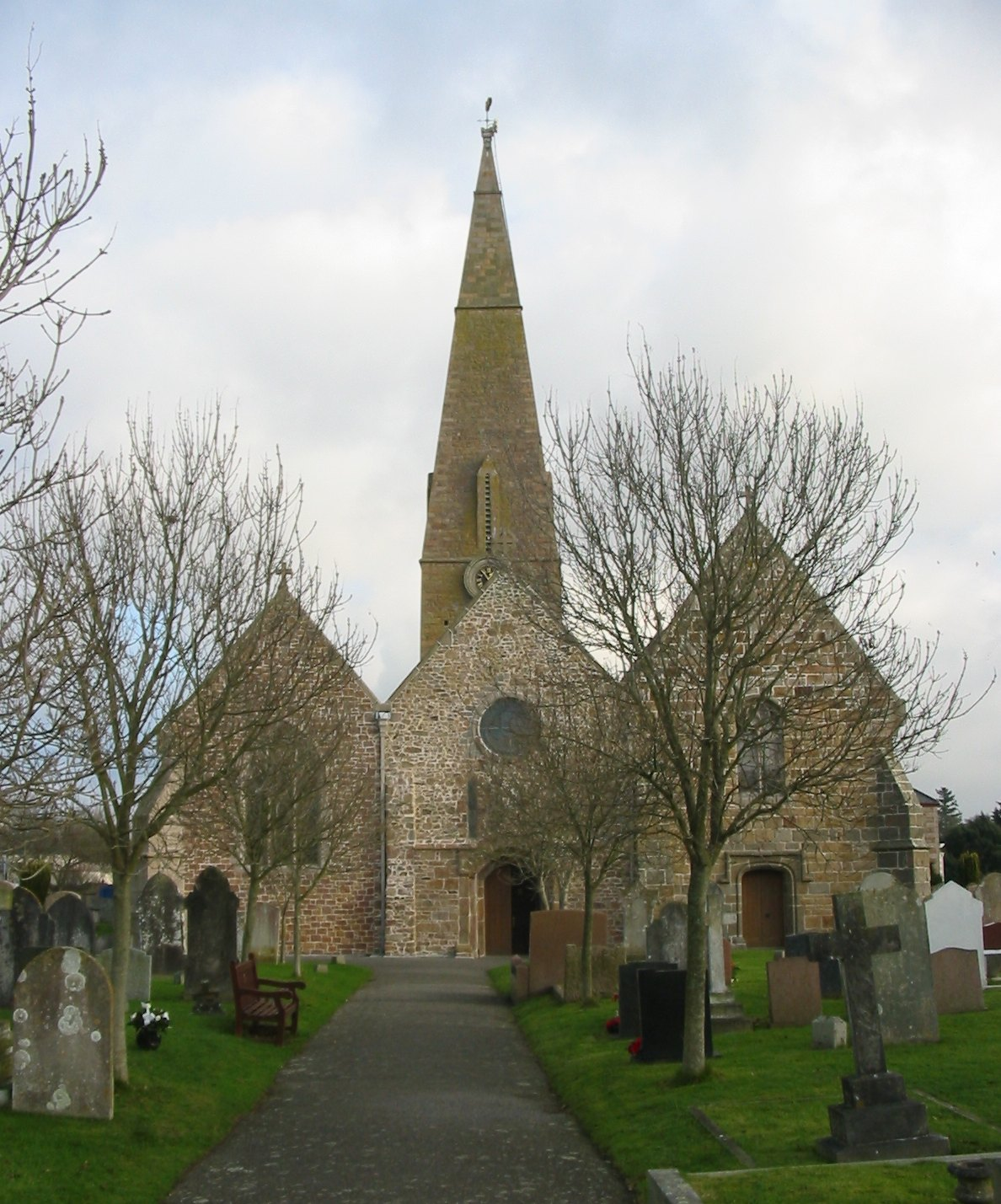
L'église de Saint-Pierre.
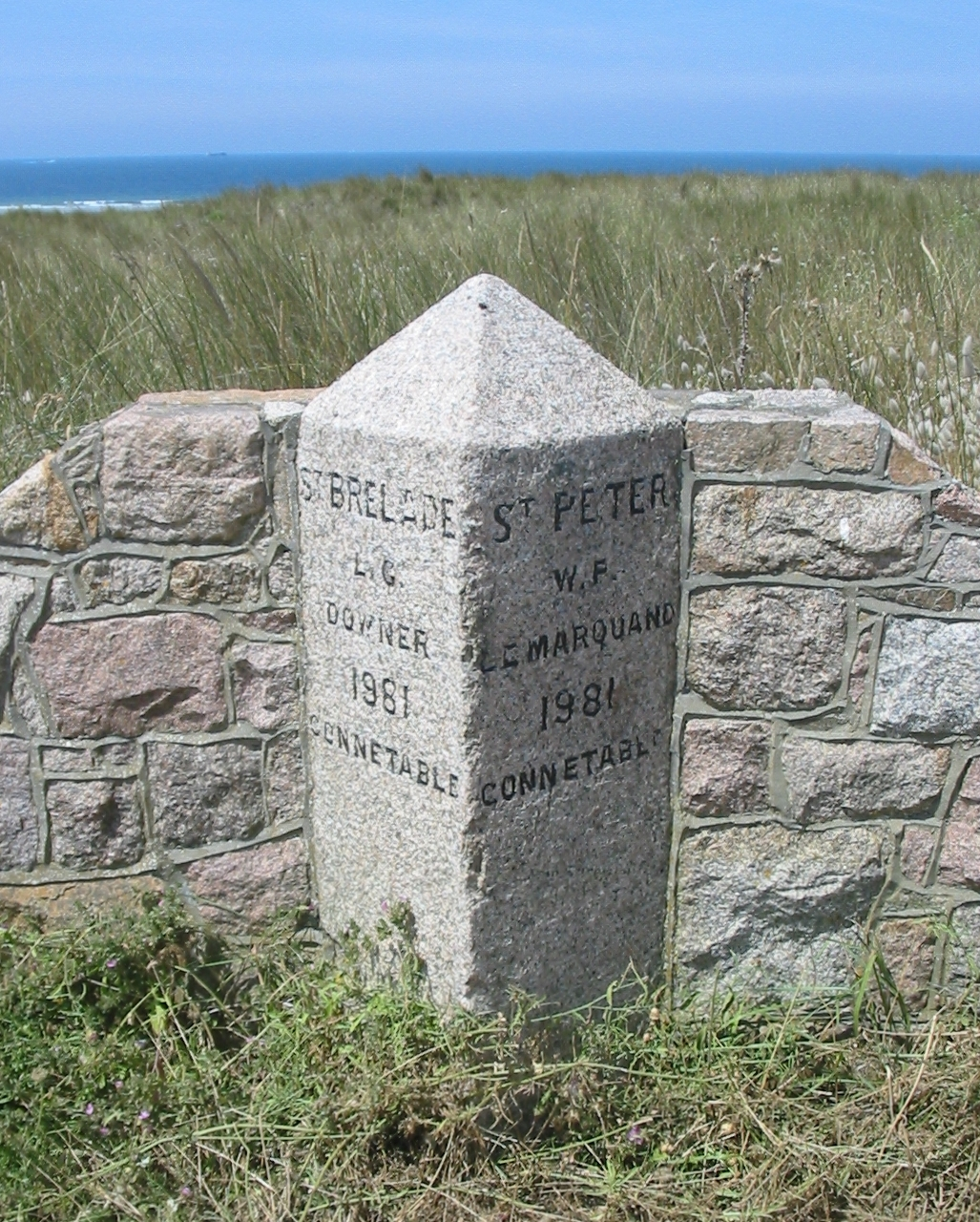
Borne à la baie de saint-Ouen entre Saint-Brélade et Saint-Pierre.